# Indicatif régional 318

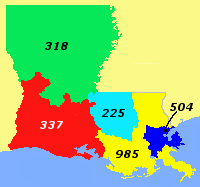
Carte de l'État de Louisiane avec les territoires de ses indicatifs régionaux. L'indicatif régional 318 est en vert.

L'indicatif régional 318 est l'un des indicatifs téléphoniques régionaux de l'État de Louisiane aux États-Unis. Cet indicatif couvre un territoire situé au nord-ouest de l'État.
La carte ci-contre indique en vert le territoire couvert par l'indicatif 318.
L'indicatif régional 318 fait partie du plan de numérotation nord-américain.

## Principales villes desservies par l'indicatif
- Alexandria
- Bastrop
- Bossier City
- Boyce
- Dixie Inn
- Fairview Alpha
- Ferriday
- Mansfield
- Many
- Marksvile
- Minden
- Monroe
- Natchitoches
- Ruston
- Rosefield
- Saint-Joseph
- Shreveport
- Tallulah
- Vidalia
- Waterproof
- Winnfield
- Winnsboro

## Source
- (en) Cet article est partiellement ou en totalité issu de l’article de Wikipédia en anglais intitulé « Area code 318 » (voir la liste des auteurs).